# Nefão II de Constantinopla
Nefão II de Constantinopla (em grego: Νήφων Β΄; m. 11 de agosto de 1508), nascido Nicolau, foi patriarca ecumênico de Constantinopla três vezes: entre 1486 e 1488, entre 1497 e 1498 e novamente por um breve período em 1502. Ele é comemorado como santo pela Igreja Ortodoxa e sua festa é no dia 11 de agosto (ou 24 de agosto segundo calendário juliano).

## História
Nicolau nasceu no Peloponeso, no sul da Grécia, de um casamento misto: sua mãe era uma nobre grega e seu pai era albanês. Ele foi tonsurado monge em Epidauro e assumiu o nome religioso de Nefão. No mosteiro, se envolveu em caligrafia e na cópia de manuscritos. Em seguida, ele seguiu um monge chamado Zacarias e se mudou para o Mosteiro da Teótoco em Ocrida. Quando Zacarias foi eleito bispo metropolitano da cidade, Nefão foi para Monte Atos, onde foi ordenado hieromonge. Em 1482, ele foi eleito bispo metropolitano de Tessalônica e, no final de 1486, para o trono patriarcal de Constantinopla, apoiado pelos ricos monarcas da Valáquia, presentes pela primeira vez na história das influências externas no processo eleitoral do Patriarcado.
Depois de dezoito meses, irrompeu um escândalo que levou à remoção de Nefão. O patriarca anterior, Simeão I, morreu sem deixar um testamento e İşkender Bey, um dos filhos do principal patrocinador de Simeão, Jorge Amirutzes, havia se convertido ao islã e era, na época, tesoureiro do sultão. Ele requisitou que toda a herança de Simeão, que incluía diversos itens eclesiásticos, fossem entregues ao tesouro otomano. Para evitar o confisco, Nefão inventou que um sobrinho do finado patriarca era seu legítimo herdeiro e conseguiu que três monges dessem falso testemunho neste sentido. Ao descobrir a a verdade, o sultão Bajazeto II confiscou a herança de Simeão, puniu os clérigos envolvidos no escândalo e exilou Nefão para alguma ilha no mar Negro, na costa de Sozopol. Ele foi subsequentemente deposto nos primeiros meses de 1488. Segundo o estudioso Steve Runciman, Nefão era um patriarca tolo e insatisfatório.
No verão de 1497, Nefão foi eleito novamente para o trono patriarcal, sempre com o apoio da Valáquia, mas seu reinado durou apenas até agosto de 1498, quando ele foi novamente deposto, desta vez pelo jovem Joaquim I, que tinha o apoio de Constantino II da Geórgia. Nefão foi sentenciado a prisão perpétua e exilado para Adrianópolis.
Tão grande era a reputação de Nefão, que o voivode da Valáquia Radu IV, o Grande, se curvou quando foi visitá-lo na prisão. Logo depois, Radu conseguiu o pagamento de uma fiança junto ao sultão e Nefão foi libertado. Ele se mudou para a Valáquia, onde recebeu uma calorosa recepção entre clérigos e leigos; imediatamente ele consagrou dois bispos. Em 1502, o Santo Sínodo o elegeu novamente patriarca e enviou emissários para a Valáquia para informá-lo, mas Nefão se negou terminantemente a voltar para Istambul.
Entre 1503 e 1505, Nefão liderou a Igreja da Valáquia de facto, mas acabou entrando em conflito com o príncipe. A disputa surgiu por causa da intransigência do patriarca em sua recusa de celebrar o casamento da irmã mais velha de Radu, Calpea, com o boiardo moldavo Bogon Logóteta, que já havia sido casado anteriormente. Ameaçado por Radu, Nefão juntou o povo, fez um discurso e excomungou o noivo. Ele também profetizou acidentes, deixou as vestes patriarcais no altar e deixou a igreja, passando a viver numa cabana deserta. Para evitar a fúria do povo, Radu tentou aplacar o idoso Nefão com palavras lisonjeiras, promessas e presentes e implorou para que ele perdoasse seu genro, mas Nefão permaneceu impassível e partiu para a Macedônia levando consigo dois de seus estudantes. Ali, ele viajou por várias cidades pregando de forma missionária. Ao retornar para Monte Atos, já estava irreconhecível para os monges do Mosteiro de Dionísio (Dionysiou), que inicialmente pensaram que ele era apenas um simples pastor.
Nefão morreu ali em 1508 e imediatamente depois de sua morte já foi comemorado como santo em muitos lugares. A Igreja Ortodoxa o reconheceu como santo apenas nove anos depois, em 1517, determinando sua festa no dia 11 de agosto. Suas relíquias estão abrigadas num santurário no Mosteiro de Dionísio, onde há também uma capela em seu nome.